# Список персонажей игр серии Mario

Основные персонажи франшизы Mario (по часовой стрелке): Боузер, Бу, Валуиджи, Йоши, Дейзи, Тоад, Марио, Пич, Луиджи, Варио и Донки Конг

Mario ― это сборник серии видеоигр от Nintendo; в то время как Nintendo обычно является их разработчиком и издателем, различные серии обычно разрабатываются другими сторонними компаниями, такими как Hudson Soft и Intelligent Systems. Игры обычно вращаются вокруг Марио и обычно включают мотив Боузера, похищающего принцессу Пич, и Марио, спасающего ее, но у разных персонажей разные сюжеты и цели, которые различаются от серии; например, серия «Luigi's Mansion» фокусируется на том, как Луиджи избавляет свой новый особняк от призраков, в то время как Варио играет главную роль в играх, которые сосредоточены вокруг его жадности и стремления к деньгам и сокровищам.
Корни персонажей начинаются с Донки Конга, откуда происходят Марио, Донки Конг и Полина. Они были разработаны японским дизайнером видеоигр Сигэру Миямото; они были построены на основе персонажей из Popeye, но не имея возможности получить права лицензирования для персонажей, внесли более поздние изменения в их внешний вид и характеры, например, сделали их более беззаботными по тону. Благодаря критическому и коммерческому успеху Donkey Kong, когда он был выпущен в июле 1981 года, Марио снова появится в Mario Bros. и Super Mario Bros. в 1983 и 1985 годах, соответственно. Mario Bros. представила брата-близнеца Марио Луиджи, а Super Mario Bros. представила Тоада вместе с многочисленными врагами, а Боузер и принцесса Пич заменили Донки Конга и Полину.
На протяжении каждой серии игр были представлены многочисленные персонажи, которые с тех пор стали повторяться. В некоторых играх, таких как серия Super Mario, есть поддерживающие главные герои, которые помогают главному герою, например Кеппи из Super Mario Odyssey, принц Флориан из Super Mario Bros. Wonder и профессор П. У. Галкин из серии Luigi’s Mansion. Другие главные и второстепенные антагонисты появляются как дополнительная помеха с второстепенными ролями, например, Купалинги. Во всех играх обычно есть общие враги, которые действуют только как враги.

## Основные Протагонисты

### Марио
Марио (яп. マリオ Марио, англ. Mario) (озвучивает Кевин Афгани) ― является главным героем многих игр франшизы «Mario», в основном серии Super Mario, и является лицом других, таких как Mario Kart и Mario Party. Помимо этого, другие отрасли игр, в которых играет Марио, выходят за рамки жанра платформер, например ролевая игры с Paper Mario, головоломки с Dr. Mario, и Mario Teaches Typing. Изображенный как храбрый и героический водопроводчик из Италии, ему часто поручают спасти похищенную принцессу Пич от короля Боузера и его армии приспешников. В линейке 2D игр «Super Mario» он делает это вместе с другими персонажами, обычно со своим братом Луиджи и цветными вариантами Тоада, а в последующих играх 3D ― необычный новый персонаж, расширяющий свои основные способности. Марио обычно поддерживается с помощью набора Power-up в играх, в которых он появляется, которые меняются от игры к игре. Эти бонусы дают Марио дополнительные возможности для базовых атак или функций решения головоломок, таких как «Супер-гриб», который дает ему дополнительное здоровье или Огненный Цветок, который позволяет ему атаковать врагов с помощью огненного шара.
Боб Хоскинс играл роль Марио в фильме «Супербратья Марио», Крис Прэтт озвучивал его в мультфильме.

### Луиджи
Луиджи (яп. ルイージ Руи:дзи, англ. Luigi) (озвучивает Кевин Афгани) ― итальянский сантехник, младший брат Марио. За него можно играть в большинстве игр Mario. Он — главный герой серии Luigi's Mansion, в которой он изображен неуклюжим и пугающим, борющимся со страхами, чтобы помочь.
Джон Легуизамо играл роль Луиджи в фильме «Супербратья Марио», Чарли Дэй озвучивал его в мультфильме.

### Принцесса Пич
Принцесса Тоадстул Пич (яп. ピーチ姫 Пи:ти-Химэ, англ. Princess Peach Toadstool) (озвучивает Саманта Келли) ― принцесса и правитель Грибного королевства, изображена милой и оптимистичной. Она является ведущим персонажем из серии Mario с момента ее появления в 1985 году и является главным героем игр Princess Toadstool’s Castle Run (1990), Super Princess Peach (2006) и Princess Peach: Showtime! (2024).
Аня Тейлор-Джой озвучивала принцессу Пич в мультфильме.

### Принцесса Дейзи
Принцесса Дейзи (яп. デイジー姫 Дэидзи:-Химэ, англ. Princess Daisy) (озвучивает Джизель Фернандес) ― принцесса и правитель Сарасаленда, дружественного соседнему Грибному Королевству. Дебютировала в игре Super Mario Land. Играя в большинстве игр Mario, она изображается либо как главный герой, либо как второстепенный персонаж, либо как женщина, терпящая бедствие.
Саманта Мэтис играла роль принцессу Дейзи в фильме «Супербратья Марио»

### Йоши
Йоши (яп. ヨッシー Ёсси:, англ. Yoshi) (озвучивает Кадзуми Тотака) ― зеленый антропоморфный динозаврик. У него длинный язык, которым можно есть врагов, и он может превращать врагов, которых он ест, в яйца, которые можно бросать. Йоши ― это ездовой персонаж для героев или игровой персонаж в большинстве спин-оффов Mario, включая одноимённую серию игр.
Фрэнк Уэлкер озвучивал Йоши в фильме «Супербратья Марио».

### Розалина
Розалина (англ. Rosalina) (известна как Розетта  (яп. ロゼッタ Родзэтта) в Японии; озвучивает Лаура Фэй Смит) ― таинственная женщина из неизвестного места, которая является приемной матерью Люм. Дебютировала в Super Mario Galaxy. Проживает в Обсерватории комет, находящийся в далёком космосе. Розалина — либо второстепенный персонаж, либо главная героиня, за которую можно играть в большинстве дополнительных игр франшизы.

### Тоад
Тоад (англ. Toad) (известен как Кинопио  (яп. キノピオ) в Японии; озвучивает Саманта Келли) ― маленький грибоподобный гуманоидный персонаж, слуга принцессы Пич и давний защитник Грибного Королевства. Он остается играбельным в большинстве игр Mario и является главным героем Wario's Woods.
Джон Легуизамо играл роль Тоад в фильме «Супербратья Марио», Киган-Майкл Кей озвучивал его в мультфильме.

### Тоадетта
Тоадетта (англ. Toadette) (известна как Кинопико  (яп. キノピコ) в Японии; озвучивает Саманта Келли) ― подружка Тоада, впервые появившаяся в игре Mario Kart: Double Dash!! в качестве играбельного персонажа. У Тоадетты две длинные круглые косички и платье, чтобы отличать ее от Тоада. Начиная с Super Mario Odyssey, Тоадетта является членом Тоадов-следопытов и выполняет роль секретаря. В зависимости от игры, она либо второстепенный персонаж, либо главная героиня, за которую можно играть в большинстве дополнительных игр Mario.
Начиная с New Super Mario Bros. U Deluxe, Тоадетта может трансформироваться в форму принцессы Пич, очень напоминающую её саму, с ее усилением, называемым Супер Корона. В роли Пичетты она может использовать плавающий прыжок Пич, чтобы парить, и может совершать двойной прыжок.

### Бирдо (Бёрдо)
Бирдо (англ. Birdo) (известна как Кэтрин (яп. キャサリン Кясарин) в Японии; озвучивает Кадзуми Тотака) ― розовое антропоморфное существо с красным бантом на голове и круглой пастью, способной стрелять яйцами как снарядами. Бирдо впервые появилась в Super Mario Bros. 2. С тех пор она неоднократно появлялась в различных франшизах и становилась партнёром Йоши. Бирдо превратилась из антагониста в главного героя, которого можно сыграть в нескольких спин-оффах Mario.

### Полина
Полина (яп. ポリーン Пори:н, англ. Pauline) (озвучивает Кейт Хиггинс) дебютировала в играх Donkey Kong (1981 и 1994), Mario vs. Donkey Kong 2: March of the Minis и Mario vs. Donkey Kong: Minis March Again!. Полина была создана Сигэру Миямото и другими разработчиками для аркадной игры Donkey Kong как самый ранний пример женщины с говорящей ролью в видеоигре. Во франшизе Mario vs. Donkey Kong она являлась «дамой в беде». В игре Super Mario Odyssey она была мэром Нью-Донка. Также она играла роль певицы, которая спела песню «Jump Up, Super Star!» (ставшая 1-й вокальной песней во франшизе Mario), вошедшая в Топ-40 лучших песен в США.

## Семья Конгов

### Донки Конг
Донки Конг (яп. ドンキーコング Донки: Конгу, англ. Donkey Kong) (DK) (озвучивает Такаси Нагасако) — антропоморфная горилла из франшизы с тем же названием, появлялся также и во франшизе Mario vs. Donkey Kong. В обоих франшизах он был отрицательным персонажем, похищавшим Полину. Донки Конг впервые появляется в аркадной игре Donkey Kong 1981 года, но его современное воплощение, представленное в Donkey Kong Country, оказывается внуком гориллы-персонажа из оригинальной аркадной версии, который позже был переименован в «Cranky Kong». В остальных играх франшизы Mario, Донки Конг является положительным, весёлым и сильным персонажем.
Сет Роген озвучивал его в мультфильме.

### Дидди Конг
Дидди Конг (яп. ディディー コング Диди: Конгу, англ. Diddy Kong) (озвучивает Кацуми Судзуки) ― антропоморфная обезьяна, племянник, приятель и лучший друг Донки Конга, появляющийся во франшизах Donkey Kong и Mario. Он — главный герой Diddy Kong Racing и его ремейка на Nintendo DS, веселый и добрый персонаж. Созданное имя Diddy — это британский термин, означающий «маленький».

## Антагонисты

### Варио
Варио (яп. ワリオ Варио, англ. Wario) (озвучивает Кевин Афгани) ― злой клон Марио.

### Валуиджи
Валуиджи (яп. ワルイージ Варуи:дзи, англ. Waluigi) (озвучивает Чарльз Мартине 2000-2022) ― злой клон Луиджи.

### Боузер
Боузер (англ. Bowser)  (известен как Купа  (яп. クッパ Куппа) в Японии) или Король Купа (англ. King Koopa) (озвучивает Кенни Джеймс) ― лидер черепахоподобной расы Купа, эгоистичный нарушитель спокойствия, который хочет захватить Грибное королевство. Он заклятый враг Марио и финальный босс в большинстве игр франшизы. За него можно играть во всех дополнительных играх Mario и в Super Smash Bros.
Боузер-скелет (яп. ほねクッパ Хонэ Куппа, англ. Dry Bowser) ― является постоянным антагонистом в Mario. Дебютировав как форма Боузера после потери плоти в New Super Mario Bros., персонаж появился как собственное существо, начиная с Mario Kart Wii, часто выступая в качестве финальный антагонист в основных играх. Сухой Боузер появляется в Mario Party: Island Tour и является игровым персонажем в нескольких дополнительных играх франшизы.
Деннис Хоппер играл роль Боузера как «президента Купа» в фильме «Супербратья Марио», Джек Блэк озвучивал его в мультфильме.

### Боузер-младший
Боузер-младший (англ. Bowser Jr.) (известен как Купа-младший  (яп. クッパJｒ. Куппа Дзюниа) в Японии; озвучивает Кэти Сагоян) ― младший сын Боузера, который впервые появился в игре 2002 года Super Mario Sunshine. Он часто изображается как второстепенный антагонист на протяжении всей серии Mario. Боузер-младший разделяет стремление своего отца победить Марио и захватить Грибное королевство. Боузером-младшим можно играть в большинстве дополнительных игр Mario и в Super Smash Bros. Он является главным героем Mario & Luigi: Bowser’s Inside Story + Bowser Jr.'s Journey. в игре Bowser’s Fury (продаётся только в комплекте с Super Mario 3D World (издание для Nintendo Switch) боузер-младший становится помощником Марио, но всё ещё преследует корыстные цели.

### Бу
Бу (англ. Boo) (известен как Тереза  (яп. テレサ Тэрэса) в Японии; озвучивает Санаэ Судзаки) ― призрак, впервые появился Super Mario Bros. 3.